# العقوبات الروسية ضد أوكرانيا
العقوبات الروسية ضد أوكرانيا دخلت حيز التنفيذ بموجب الأمر الصادر عن حكومة روسيا رقم 1300 في 1 نوفمبر 2018، بموجب المرسوم الصادر في 22 أكتوبر 2018 عن رئيس روسيا رقم 592.
فرض المرسوم عقوبات اقتصادية على 322 مواطنًا أوكرانيًا و68 شركة أوكرانية. تؤثر العقوبات فقط على أصول الأشخاص والشركات المدرجة داخل أراضي روسيا.